# Camille Saint-Saëns
Charles Camille Saint-Saëns, född 9 oktober 1835 i Paris, död 16 december 1921 i Alger, var en fransk tonsättare och pianist.

## Biografi
Saint-Saëns studerade komposition för Jacques Halévy och orgelspel för François Benoist. Mellan 1853 och 1877 arbetade han som kyrkoorganist och musiklärare (med bland annat Gabriel Fauré som elev). Efter 1877 arbetade han som kompositör, pianist och ibland som organist och dirigent av egna verk. År 1871 bildade han tillsammans med César Franck Société Nationale de Musique. Saint-Saëns blev 1881 medlem i Académie des Beaux-Arts. Saint-Saëns hade stor inverkan på utveckling av den franska orkestrala och symfoniska musiken. Saint-Saëns gjorde flera resor inom Europa, Nordafrika, Nord- och Sydamerika och Östasien.
Hans långa liv gick nästan genom hela den romantiska perioden inom musiken. Han var även den första större kompositören som skrev musik specifikt för film – nämligen stumfilmen L'Assassinat du Duc de Guise (ca 1908) av Henri Lavedan.
Saint-Saëns mest populära verk är andra pianokonserten, tredje violinkonserten, orgelsymfonin (Symfoni nr 3) och operan Simson och Delila. Hans allra mest spelade verk är förmodligen Svanen (Le cygne), ur Djurens karneval, men också Danse macabre är välkänd.
Saint-Saëns skrev totalt över trehundra kompositioner, varav:
- fem symfonier (tre med nummer)
- tretton operor
- fem pianokonserter
- tre violinkonserter
- två cellokonserter
- fyra symfoniska dikter
- och många kammarmusikverk, kör- och solosånger

Han publicerade även samlingar av Rameau och Mozart samt ett antal biografier och essäer.
Saint-Saëns grav återfinns i Cimetière Montparnasse i Paris.

## Utmärkelser
Asteroiden 5210 Saint-Saëns är uppkallad efter honom.

## Verkförteckning

### Orkesterverk
- Ouverture d'un opéra comique (ca 1850)
- Scherzo i A-dur för kammarorkester (ca 1850)
- Symfoni i A-dur (ca 1850)
- Symfoni nr 1 i Ess-dur, op. 2 (1853)
- Ouverture d'un opéra comique inachevé i G-dur, op. 140 (1854)
- Urbs Roma, symfoni i F-dur (1856)
- Symfoni nr 2 i a-moll, op. 55 (1859)
- Svit i D-dur, op. 49 (1863)
- Spartacus, ouvertyr i Ess-dur (1863)
- Rhapsodie bretonne. op. 7b (1866/91)
- Marche héroïque i Ess-dur, op. 34 (1871)
- Chant de soir (1872)
- Le rouet d'Omphale i A-dur, op. 31 (1872)
- Phaéton i C-dur, op. 39 (1873)
- Danse macabre, symfonisk dikt i g-moll, op. 40 (1874)
- La jeunesse d’Hercule i Ess–dur, op. 50 (1877)
- Suite algérienne svit i C-dur, op. 60 (1880)
- Une nuit à Lisbonne svit i Ess-dur, op. 63 (1880)
- La jota aragonese i A-dur, op. 64 (1880)
- Hymne à Victor Hugo, op. 69 (1881)
- Symfoni nr 3 i c-moll (Orgelsymfonin), op. 78 (1886)
- Sarabande et rigaudon i E-dur, op. 93 (1892)
- Marche du couronnement i Ess-dur, op. 117 (1902)
- Trois tableaux symphoniques d'après La foi, op. 130 (1908)
- Ouverture de fête i F-dur, op. 133 (1910)
- Hail! California (1915)

### Konserter
- Tarantelle i a-moll för flöjt, klarinett och orkester, op. 6 (1857)
- Pianokonsert nr 1 i D-dur, op. 17 (1858)
- Violinkonsert nr 2 i C-dur, op. 58 (1858, skriven före nr 1 men publicerad först 1879)
- Violinkonsert nr 1 i A-dur, op. 20 (1859)
- Svit för cello och orkester, op. 16b (1862/1919)
- Introduction et rondo capriccioso i a-moll för violin och orkester, op. 28 (1863)
- Pianokonsert nr 2 i g-moll, op. 22 (1868)
- Pianokonsert nr 3 i Ess-dur, op 29 (1869)
- Romans i Dess-dur för flöjt eller violin och orkester, op. 37 (1871)
- Cellokonsert nr 1 i a-moll, op. 33 (1872)
- Romans i F-dur för horn eller cello och orkester, op. 36 (1874)
- Romans i C-dur för violin och orkester, op. 48 (1874)
- Pianokonsert nr 4 i c-moll, op. 44 (1875)
- Violinkonsert nr 3 i h-moll, op. 61 (1880)
- Morceau de concert i e-moll för violin och orkester, op. 62 (1880)
- Romans i E-dur för horn (eller cello) och orkester, op. 67 (1885)
- Allegro appassionato i ciss-moll för piano och orkester, op. 70 (1874)
- Rhapsodie d'Auvergne i C-dur för piano och orkester, op. 73 (1884)
- Wedding Cake i Ass-dur för piano och orkester, op. 76 (1885)
- Havanaise i E-dur för violin och orkester, op. 83 (1887)
- Morceau de concert i f-moll för horn och orkester, op. 94 (1887)
- Africa i g-moll för piano och orkester, op. 89 (1891)
- Pianokonsert nr 5 (’L'Égyptien’) i F-dur, op. 103 (1896)
- Cellokonsert nr 2 i d-moll, op. 119 (1902)
- Caprice andalou i G-dur för violin och orkester, op. 122 (1904)
- La muse et le poète i e-moll för violin, cello och orkester, op. 132 (1910)
- Morceau de concert i G-dur för harpa och orkester, op. 154 (1918)
- Cyprès et lauriers i d-moll för orgel och orkester, op. 156 (1919)
- Odelette i D-dur för flöjt och orkester, op. 162 (1920)

### Kammarmusik
- Pianokvartett i E-dur (1851–53)
- Pianokvintett i A-dur, op. 14 (1855)
- Caprice brillant i h-moll för violin och piano (1859)
- Svit för cello och piano, op. 16 (1862)
- Pianotrio nr 1 i F-dur för piano, violin och cello, op. 18 (1863)
- Sérénade i Ess-dur för piano, orgel, violin och viola eller cello, op. 15 (1865)
- Romans i h-moll för violin, piano och orgel, op. 27 (1868)
- Marche religieuse de Lohengrin för violin, harmonium och piano, en transkription från operan Lohengrin av Richard Wagner (1869)
- Les odeurs de Paris för kammar ensemble (ca 1870)
- Berceuse i B-dur för violin och piano, op. 38 (1871)
- Cellosonat nr 1 i c-moll för cello och piano, op. 32 (1872)
- Pianokvartett i B-dur, op. 41 (1875)
- Allegro appassionato i h-moll för cello och piano (eller orkester), op. 43 (1875)
- Orphée, Poème symphonique för violin, cello och piano, en transkription av tondikten Orpheus av Franz Liszt (1875)
- Romans i D-dur för cello och piano, op. 51 (1877)
- Septett i Ess-dur för trumpet, 2 violiner, viola, cello, kontrabas och piano, op. 65 (1881)
- Romans i E-dur för horn (eller cello) och piano, op. 67 (1885)
- Violinsonat nr 1 i d-moll för violin och piano, op. 75 (1885)
- Caprice sur des airs danois et russes för flöjt, oboe, klarinett och piano, op. 79 (1887)
- Chant saphique för cello och piano, op. 91 (1892)
- Pianotrio nr 2 i e-moll för violin, cello och piano, op. 92 (1892)
- Fantaisie för harpa i a-moll, op. 95 (1893)
- Violinsonat nr 2 i Ess-dur för violin och piano, op. 102 (1896)
- Barcarolle i F-dur för violin, cello, harmonium och piano, op. 108 (1897)
- Stråkkvartett nr 1 i e-moll. op. 112 (1899)
- Cellosonat nr 2 i F-dur för cello och piano, op. 123 (1905)
- Fantaisie för violin och harpa, op. 124 (1907)
- La muse et le poètei e-moll för violin, cello och piano (eller orkester), op. 132 (1910)
- Tryptique för violin och piano, op. 136 (1912)
- Élégie [nr 1] för violin och piano, op. 143 (1915)
- Cavatine i Dess-dur för trombon och piano, op. 144 (1915)
- L'air de la pendule för violin och piano (ca 1918)
- Stråkkvartett nr 2 i G-dur, op. 153 (1918)
- Prière för cello (eller violin) och orgel, op. 158 (1919)
- Élégie [nr 2] för violin och piano, op. 160 (1920)
- Oboesonat i D-dur för oboe och piano, op. 166 (1921)
- Klarinettsonat i Ess-dur för klarinett och piano, op. 167 (1921)
- Fagottsonat i G-dur, op. 168 (1921)
- Adagio i Ess-dur för horn och orgel (1853)

### Pianomusik
- Duettino för fyrhändigt piano, op. 11 (1855)
- Gavotte i c-moll, op. 23 (1871)
- König Harald Harfagar för fyrhändigt piano, op. 59 (1855)
- Album, op. 72 (1884)
- Souvenir d'Italie, op. 80 (1887)
- Feuillet d'album för fyrhändigt piano, op. 81 (1855)
- Les cloches du soir, op. 85 (1889)
- Pas redoublé i B-dur för fyrhändigt piano, op. 86 (1887)
- Souvenir d'Ismaïlia, op. 100 (1895)
- Berceuse i E-dur för fyrhändigt piano, op. 105 (1896)
- Feuillet d'album, op. 169 (1921)
- Improvisation (1885)
- Quatre morceaux (1898)
- Feuillet d'album (1909)

### Operor och oratorier
- Le timbre d'argent (1864–65/1913)
- La princesse jaune, op. 30 (1871/72)
- Simson och Delila, op. 47 (1868–77)
- Étienne Marcel (1879)
- Henry VIII (1883)
- Proserpine (1887)
- Ascanio (1887–88)
- Phryné (1893)
- Frédégonde (1895)
- Les barbares (1901)
- Hélène (1903)
- L'ancêtre (1905)
- Déjanire (1911)

### Oratorier
- Juloratoriet, op. 12 (1858)
- Le Déluge, op. 45 (1875)
- La terre promise, op. 140 (1913)
- Les Israëlites sur la montagne d'Oreb (ca 1848)
- Moïse sauvé des eaux (1851)

### Övrigt
- Djurens karneval (1886)
- Saltarelle för manskör, op. 74 (1885)